# Rigny
Cet article possède un paronyme, voir Rigney.
Pour les articles homonymes, voir Rigny (homonymie).
Rigny est une commune française située dans le département de la Haute-Saône, la région culturelle et historique de Franche-Comté et la région administrative Bourgogne-Franche-Comté.

## Géographie
Village situé sur la rive droite de la Saône, en amont de Gray.

### Communes limitrophes
| Chargey-lès-Gray | Montureux-et-Prantigny | Beaujeu-Saint-Vallier-Pierrejux-et-Quitteur |
|                  | Rigny                  |                                             |
| Arc-lès-Gray     | Gray                   | Saint-Broing                                |

### Le pont sur la Saône
Le pont communal franchissant la Saône a été inauguré le 13 août 1905. C’était un ouvrage métallique de 150 m de long à 4 travées.
Durant la Bataille de France de la Seconde Guerre mondiale, et devant l’avance de l’armée allemande, il est détruit sur la moitié de sa longueur, le 15 juin 1940, par les artificiers du génie militaire. Sa reconstruction provisoire est réalisée en bois pendant la guerre. Cette réparation provisoire perdure jusqu'au 9 mai 1957, lorsque sous le poids d’un troupeau de vache, elle s’effondre. Pendant deux ans, les troupeaux ont traversé la Saône à la nage et les agriculteurs devaient passer par Ancier pour exploiter leurs parcelles et acheminer leur fourrage. La reconstruction de la partie effondrée du pont intervient en 1959.
Un diagnostic établi au printemps 2009 a conclu à un état de ruine avancé de l’ouvrage, sous l’effet de la corrosion, et a préconisé sa fermeture immédiate à la circulation. Le pont a été démoli en décembre 2009 et janvier 2010.
Sa reconstruction est demandée par les habitants, agriculteurs, salariés et entreprises du secteur, malgré son coût élevé. Un nouveau pont métallique de 4 m de large, conçu par les architectes DVVD (Daniel Vaniche, Vincent Dominguez, Bertrand Potel), a été reconstruit en 2010 et 2011 par l’entreprise Brisard de Dampierre-sur-Salon. Il a été inauguré le 26 novembre 2011.

### Climat
Pour des articles plus généraux, voir Climat de la Bourgogne-Franche-Comté et Climat de la Haute-Saône.
En 2010, le climat de la commune est de type climat océanique dégradé des plaines du Centre et du Nord, selon une étude du Centre national de la recherche scientifique s'appuyant sur une série de données couvrant la période 1971-2000. En 2020, Météo-France publie une typologie des climats de la France métropolitaine dans laquelle la commune est dans une zone de transition entre le climat océanique altéré et le climat océanique altéré et est dans la région climatique  Lorraine, plateau de Langres, Morvan, caractérisée par un hiver rude (1,5 °C), des vents modérés et des brouillards fréquents en automne et hiver. 
Pour la période 1971-2000, la température annuelle moyenne est de 10,4 °C, avec une amplitude thermique annuelle de 17,7 °C. Le cumul annuel moyen de précipitations est de 919 mm, avec 12,2 jours de précipitations en janvier et 8,6 jours en juillet. Pour la période 1991-2020, la température moyenne annuelle observée sur la station météorologique de Météo-France la plus proche, « Chargey-lès-Gray », sur la commune de Chargey-lès-Gray à 5 km à vol d'oiseau, est de 11,5 °C et le cumul annuel moyen de précipitations est de 834,3 mm. 
La température maximale relevée sur cette station est de 39,3 °C, atteinte le 25 juillet 2019 ; la température minimale est de −18,2 °C, atteinte le 20 décembre 2009,,. 
Les paramètres climatiques de la commune ont été estimés pour le milieu du siècle (2041-2070) selon différents scénarios d'émission de gaz à effet de serre à partir des nouvelles projections climatiques de référence DRIAS-2020. Ils sont consultables sur un site dédié publié par Météo-France en novembre 2022.

## Urbanisme

### Typologie
Au 1er janvier 2024, Rigny est catégorisée commune rurale à habitat dispersé, selon la nouvelle grille communale de densité à sept niveaux définie par l'Insee en 2022.
Elle est située hors unité urbaine. Par ailleurs la commune fait partie de l'aire d'attraction de Gray, dont elle est une commune de la couronne,. Cette aire, qui regroupe 63 communes, est catégorisée dans les aires de moins de 50 000 habitants,.

### Occupation des sols
L'occupation des sols de la commune, telle qu'elle ressort de la base de données européenne d’occupation biophysique des sols Corine Land Cover (CLC), est marquée par l'importance des territoires agricoles (69,9 % en 2018), en diminution par rapport à 1990 (72,3 %). La répartition détaillée en 2018 est la suivante : 
terres arables (55,9 %), forêts (19,1 %), prairies (12 %), zones urbanisées (6,2 %), eaux continentales (4,8 %), zones agricoles hétérogènes (2 %). L'évolution de l’occupation des sols de la commune et de ses infrastructures peut être observée sur les différentes représentations cartographiques du territoire : la carte de Cassini (XVIIIe siècle), la carte d'état-major (1820-1866) et les cartes ou photos aériennes de l'IGN pour la période actuelle (1950 à aujourd'hui).

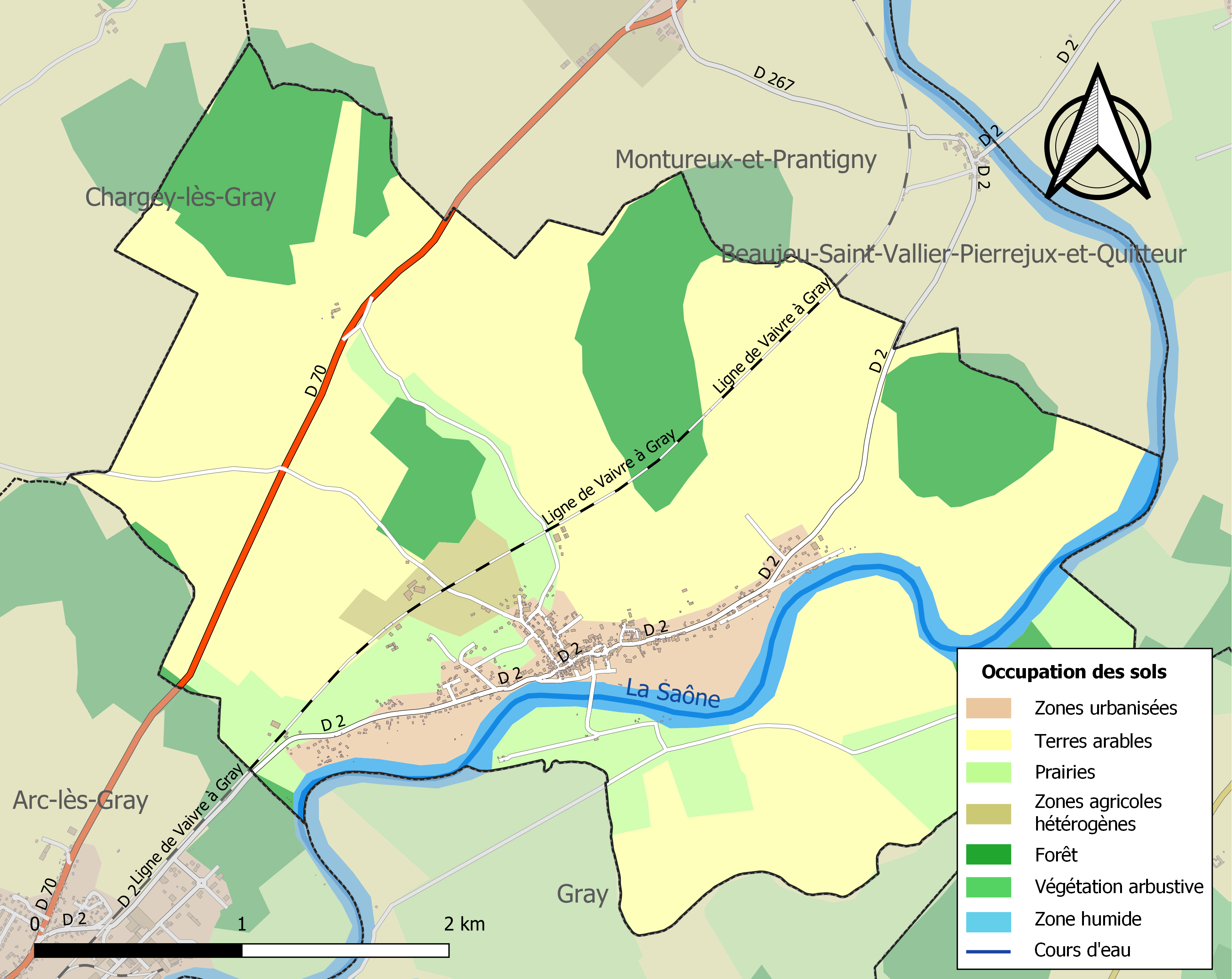
Carte des infrastructures et de l'occupation des sols de la commune en 2018 (CLC).

## Histoire

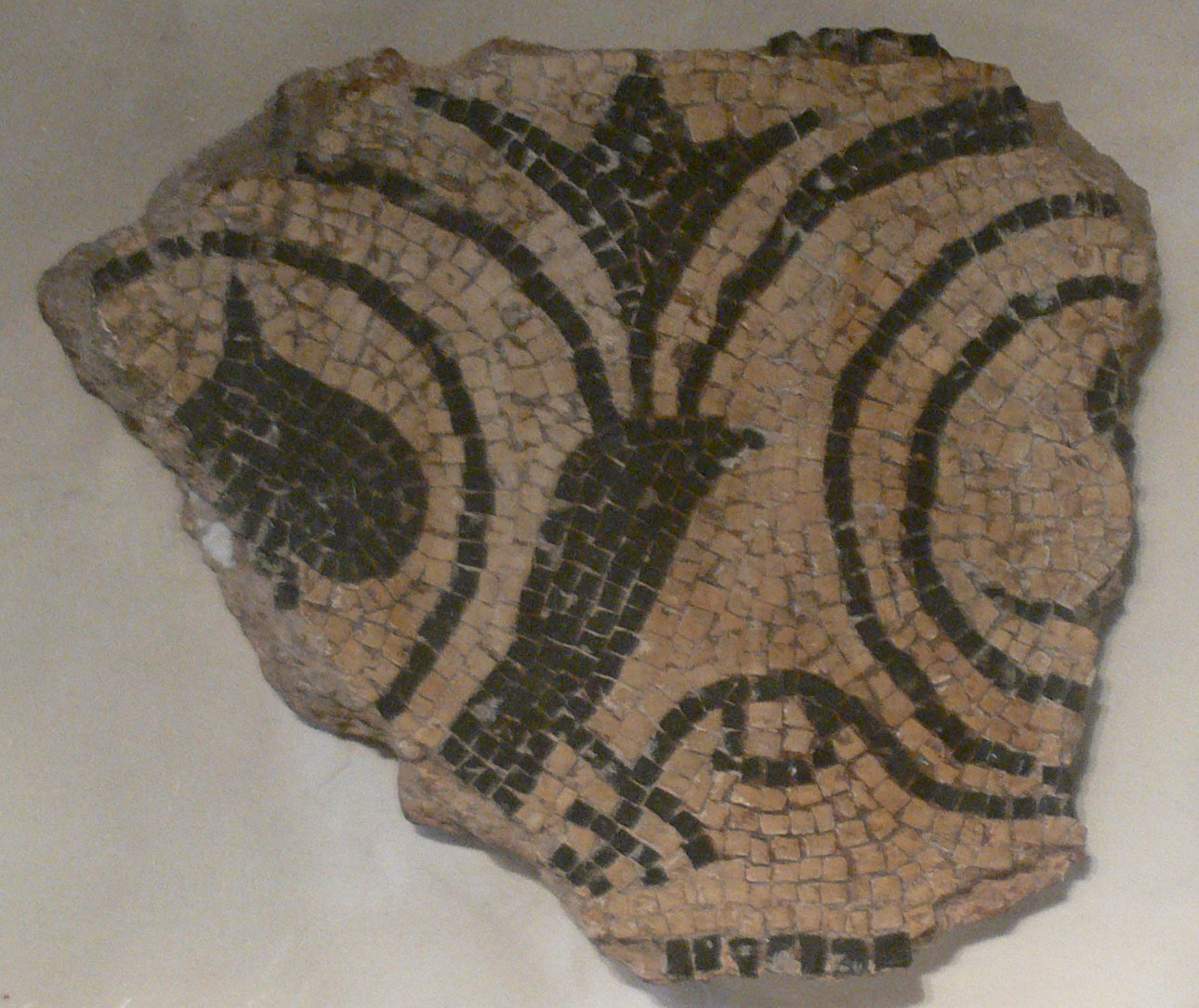
Fragment de mosaïque gallo-romaine découverte à Rigny.

L'histoire de Rigny est étroitement liée à celle de son château. Une monographie établie par Raymond Fournier Sarlovèze en 1902, en relate en détail l'histoire.
L'existence de Rigny remonte à l'époque gallo-romaine.

### Fouilles et découvertes
- Fouilles archéologiques

Sur le plateau dominant la vallée de la Saône, au nord du village, se trouve un placage alluvial composé de galets vosgiens. Dans cette zone, au lieudit En Terreday, a été trouvé un ensemble industriel composé de pièces lithiques attribuées au Magdalénien final. Une zone de concentration d'outillage de 80 m par 50 m a fourni plusieurs milliers d'éclats de silex. L'homogénéité du matériel plaide pour un habitat de surface bien circonscrit et monogénique. À faible distance, mais nettement séparées de cette concentration majeure, trois petites stations moustériennes ont été reconnues.
- Pirogue monoxyle

En 1878, lors des travaux du canal latéral de la Saône, à 50 m de la rivière, à 4 m de profondeur, soit 2 m au-dessous de l'étiage, a été trouvé une pirogue « semi-cylindrique et creusée dans un chêne ».
Sa longueur est de 6,40 m, sa largeur de 0,84 m et sa hauteur de 0,45 m. Elle comporte 3 membrures transversales réservées, percées de trous « destinés à l'écoulement des eaux ». Elle était accompagnée de « poteries noirâtres à forme ventrue »
- Cimetière mérovingien

En 1951, dans le village, rue des quatre vents, lors de travaux de terrassements aux abords d’une grange, MM. Rougeot et Blinette ont trouvé une quinzaine de vases et un squelette datant de l'époque mérovingienne. Quatre vases ont été confiés à la direction des antiquités historiques et un autre a été conservé par l’ancien directeur de l’école.
Un autre cimetière mérovingien avec sépultures en sarcophages aurait été fouillé au lieudit « le bois de l’Homme Mort » par  un dénommé Raclot.

### Moyen Âge
Dès 891, Rigny, alors appelé Rione, est détruit par les Vikings dont Charles III le Gros avait autorisé l'hivernage en, Bourgogne.
En 1286, les troupes du comte Othon IV de Bourgogne s'emparèrent du château et parmi les prisonniers, il est fait mention d'un Jean de Rigny. C'était le père du fameux Foulque de Rigny, sénéchal de Bourgogne, qui se mit, dès 1290, à reconstruire le château.
Rigny fut de nouveau ruinée en 1298, lors des luttes entre Philippe le Bel et les barons comtois qui, n'acceptant pas les effets du traité de Vincennes (1295) qui cédait au roi l'administration du comté de Bourgogne, se révoltèrent contre celui-ci.
À la suite de ces évènements et considérant « les grans travaux, mésaises, griefs et dommages que ses hommes et ses gens de Rigny ont eus, soufferts et encourus de courses d'armes et de prises de leurs chevaux et de leurs biens par aucun gens et par plusieurs personnes qui lui étoient nuisants... » Foulques de Rigny, en 1311, affranchit ses sujets de la mainmorte. Philippe IV le Bel confirma et Charles IV le Bel étendit ces privilèges, exemptant les habitants de Rigny « toujours fidèles et obéissants sujets du Roi de France... de toutes tailles, aydes et subsydes et aussi des gabelles ».
Lors de la guerre de Cent Ans, le petit-fils de Foulques, Hugues Ier de Rigny, pour s'être allié avec Jean de Neufchâtel, s'était vu confisquer Rigny, que Philippe VI avait donné à sa femme Jeanne de Bourgogne. Mais, en récompense de ses services, Jean II le Bon lui rendit son château en 1359. La mort de Hugues est rapportée par Froissart, dans le récit du siège de Termonde par les Gantois.
Plus tard, quand la France fut divisée par les partis des Armagnacs et des Bourguignons, les seigneurs de Rigny se rangèrent sous la bannière de leur suzerain. C'est ainsi qu'Antoine de Vergy-Champlitte, qui était devenu seigneur de Rigny par suite de son mariage avec Jeanne, la fille de Hugues II, fut blessé en défendant Jean sans Peur à l'entrevue du pont de Montereau et « aussitost arrêté et détenu prisonnier en dures prisons desquelles toutefois, il eschappa quelque temps après ».
Dans la troisième ligue[Quoi ?] contre Louis XI, Guillaume IV de Vergy-Champlitte (arrière-petit-cousin d'Antoine) combattit aux côtés de Charles le Téméraire. Il prit part à la journée de Morat (1446), puis, après la bataille de Nancy, il fut fait prisonnier par les Français en défendant les droits de la fille du duc de Bourgogne. Cependant, Louis XI, reconnaissant ses mérites, sut se l'attacher en lui donnant tous les biens des Vergy et l'admit au nombre de ses conseillers. À l'avènement de Charles VIII, le sire de Rigny offrit ses services à Maximilien d'Autriche, qui avait épousé la fille du Téméraire et fut chargé par l'empereur du commandement de ses troupes en Bourgogne.

### Époque moderne
À cette date, le domaine de Rigny passa aux Pontailler, qui le gardèrent un siècle et le vendirent, en 1608, pour 25 000 livres tournois à César de Vendôme, duc de Vendôme et fils naturel de Henri IV.
Douze ans plus après, Jacques Morin, seigneur du Bocage, l'achetait à son tour au duc de Vendôme.
Au chevalier du Bocage succède, en 1627, comme seigneur de Rigny, J-J de Longueval, homme d'armes de monseigneur le duc d'Orléans, frère de Louis XIV et gentilhomme de sa chambre.

#### Le siège et la prise de Rigny par les Graylois en 1636
Depuis longtemps déjà, les habitants de Rigny et ceux de Gray, voisins d'une lieue à peine, étaient divisés par une sourde inimitié. Gray, ville espagnole, ne devait pas regarder sans convoitise la seigneurie française de Rigny, « une des plus belles et des plus considérables de la province de Champagne et qui lui fermait le passage des vivres et des marchandises par eau, en raison de sa situation au-dessus de la rivière de Saône." En résumé, Rigny, pour se servir d'une expression du conseiller Pétey de Champvans, était "une paille dans l'œil de Gray ».
« Fin mai 1636, lorsque le Roy entreprit le siège de Dole sous la conduite de Monseigneur le prince de Condé, la place de Rigny fut visitée par son ordre et ayant trouvé ce poste fort avantageux pour maintenir le pays ennemi, il commanda au sieur de Longueval de tenir bon dans son château et l'assura que s'il était assiégé, il distrayrait des troupes du siège de Dôle pour faire cesser celui de Rigny ; si bien que le sieur de Longueval demeura ferme dans la résolution de s'y bien défendre ».
Le 16 juin 1636, le conseiller de Champvans, sollicité par le lieutenant au gouvernement et par les bourgeois, de dénicher ce hobereau de son aire, fit passer à cette entreprise le sieur de Mandre avec sa cavalerie, et le Sergent de bataille Bonourse, avec huit-cents fantassins tirés de Gray, conduisant deux petites pièces. Longueval sommé de rendre la place, s’en moque, fort courageusement, et repoussé soutient cette faible batterie tout le reste du jour du suivant, pendant quoi les soldats assiégeants irrités embrasent tout le village.
Le prince de Condé auquel Longueval avait dépêché pour l’avertir, ne tarda pas de détacher douze-cents chevaux des meilleurs de son camp, afin de s'en aller au secours. Ils ne purent éviter d'être découverts, cherchant le gué pour passer la Saône près de Gray, d'où ils furent salués, et l'un de leurs escadrons, qui parut à la vue de la ville, percé à jour d'une canonnade, qui les obligea de se tenir plus à couvert.
Cependant le conseiller de Champvans met ordre que les siens retirent promptement le canon qui s'en allait être irrémédiablement perdu : celui-là étant mis en assurance, les hommes pouvaient aisément échapper, à raison du voisinage de la ville[pas clair].
Ce qui devait relever le courage des assiégés, fut le piège qui les fit tomber. Le capitaine Bresson, envoyé par le sieur de Champvans, leur persuade que ces deux petits canons s'en vont pour faire place à deux puissantes pièces de batterie, qui sortent en même temps de Gray ; que s'ils les attendent, ils ne doivent plus espérer de composition.
La dame du lieu se laissant voir pendant ce pourparler, écoute le chevalier de Moiron, qui la salue courtoisement, feint de regretter son infortune, la prie comme cavalier d'honneur de penser au sien, qu'il n'y avait si chétif malotru dans l’armée qui ne se promit de s'en jouer et d'en faire curée, si la place était emportée de force, qu'il était temps de détourner ce malheur, qui lui était inévitable, si son mari attendait, le canon de batterie qui marchait déjà.
La pauvre dame prend l'épouvante, fond en larmes, se jette aux pieds de son mari avec ses petits-enfants, le conjure de sauver leur honneur et leur vie, que l'excès de son courage allait exposer à la rage de ennemis. Il fléchit à ces larmes et accepta la composition, qui lui fut bientôt accordée, de sortir avec armes et bagages, tambour battant, mèche allumée, la Dame avec ses enfants et ses femmes en son carrosse, liberté d'emmener tous ses meubles et bestiaux, qui seraient conduits à Saint Seigne en toute sûreté ; et que les habitants pourraient demeurer, ou se retirer avec leurs meubles et bétail. Un traité fut conclu et tandis que l’armée de secours regagnait le siège de Dôle, M. de Longueval, après six jours de siège, sortait de son château à la tête de seize six domestiques.

À peine était-il parti que les Graylois et les gens de guerre, en dépit du traité, saccagèrent le village et le détruisirent de fond en comble. « Tout fut pillé et mis à sac, dit Pétrey, et avant que j'en fusse adverty, le feu fut mis partout », le procureur fiscal de Rigny ajoute « Ils ont brûlé et ruiné entièrement, démoli et abattu les murailles dudit château, tué plusieurs habitants, violé plusieurs femmes et filles, tué et jeté icelles dans la rivière de Saulne, tellement que ledit Rigny est entièrement désert et inhabitable ».

« Pour sa fidélité, Rigny ne paye rien au Roy », telle était l'inscription qui se lisait sur les grilles du château en 1789, et il fallait la tourmente révolutionnaire pour effacer un témoignage aussi flatteur de la largesse royale.

Pendant ce temps, Longueval et les habitants de Rigny s'étaient réfugiés à Saint-Seine où procès-verbal fut rédigé, devant notaire royal, et avec déposition des témoins oculaires, de tous les événements qui venaient de se dérouler.
M. de Longueval sollicita la libéralité du roi Louis XIII, qui lui donna par brevet du 29 septembre 1639 et par forme de représailles, la terre de Montfalconnet en Bresse, et celle de Mignot en Bourgogne, dont les seigneurs avaient pris une part active au siège de Rigny. Mais lorsque après la paix de 1643, les habitants de la Franche Comté recouvrèrent leurs biens, M. de Longueval, à qui l’on rendait Rigny, du rétrocéder Montfalconnet et Mignot a leurs anciens propriétaires. Il en appela à la justice du roi pour se faire indemniser ses pertes. « il n'y a plus sur les lieux, ny bois ni pierres qu'il faudrait aller chercher à plus de quatre grandes lieues par charroy, avec une dépense incroyable, ce qu'il ne peut faire de façon quelconque n'ayant aucun bien en quelque lieu que ce soit, tout son bien consistant en la terre de Rigny».
Un modeste château fut reconstruit sur les ruines de l’ancienne forteresse, par le sieur de Billy qui épousa la fille de Longueval en 1665. M. de Billy mourut quelques années plus tard, et la seigneurie de Rigny fut achetée par les Gérard, seigneurs de Mont Saint-Léger en 1690. Ils la cédèrent en 1717 à J. B. Baulard, avocat du roi au bailliage présidial de Gray.

### Franchises et privilèges du bourg de Rigny-sur-Saône
Jules Finot, archiviste de la Haute-Saône, dans ses études sur la mainmorte dans le bailliage d’Amont, aux XIIIe, XIVe et XVe siècles, publiée en 1881, retrace avec précision l'histoire des franchises et privilèges octroyés aux habitants de Rigny.
Le château de Rigny dut à sa situation géographique, qui en faisait un lieu stratégique et un poste militaire de la plus haute importance pour l’attaque et l’invasion de la Franche-Comté, d’être assiégé, pris et repris plusieurs fois pendant les guerres des XVe, XVIe et XVIIe siècles. Le village fut à maintes reprises ravagé et brûlé, en punition des sympathies de ses habitants pour la France. Les privilèges et franchises qui leur furent successivement accordés ou confirmés retracent les diverses vicissitudes et calamités qu’ils eurent à subir.
Par une charte de janvier 1276, Foulques, futur sénéchal de Bourgogne, accorda à ses hommes de Rigny l’affranchissement « des tailles et prises de ventes, lods (sorte de droits de mutation), corvées de charrois et de toutes servitudes. » Il ne se réserve pour lui et ses successeurs, que trois corvées de fenaison, moissons et vendanges, et trois corvées de charrue par an « en vahin » (automne), « en resmoy » (carême), « en sombre » (hiver), rachetables moyennant douze deniers tournois ou estevenins chacune. Lesdits sujets devront aussi lui payer douze deniers par chaque journal de terre ou ouvrée de vigne qu’ils cultiveront, cinq sols par fauchée de pré, douze deniers par chaque feu, avec trois sols et une géline (poule) à carmentrand (carnaval).
Par ce premier acte les habitants n’étaient pas affranchis de la mainmorte, il s’agissait plutôt d’un règlement des droits seigneuriaux qu’un affranchissement. Ce ne fut qu’en 1311 que Foulques devenu maréchal de Bourgogne, prenant en considération « les grands travaux, mésaises, griefs et dommages que ses hommes et gens de Rigny ont eus, soufferts et encourus de courses d’armes et de prises de leurs chevaux et de leurs biens par aucun gens et par plusieurs personnes qui lui estoient nuisans, pour occasion et pour mal de lui ors et à l’advenir, » accorda à tous les habitants nés de loyal mariage et à leurs héritiers, l’affranchissement de la « morte main » avec le droit de succéder aux plus proches parents, ne retenant pour lui et ses héritiers que les échuttes (héritages) et demeurances des bâtards et des malfaiteurs exécutés à mort ou exilés de la terre..
Ces exactions sont celles que dut entraîner la lutte qui éclata en 1293 entre Philippe le Bel, à qui le comte Othon IV de Bourgogne avait, par le traité de Vincennes, cédé l’administration du comté de Bourgogne, et les barons Comtois coalisés sous la bannière de Jean Ier de Châlon Arlay , que l’ambition avait poussé à se faire le champion des prétentions de l’empereur. Foulques resta fidèle à la cause française, et dans le cours de la guerre qui couvrit alors le pays de ruines de la Saône au Jura, sa terre de Rigny souffrit cruellement du passage des troupes françaises et des courses des barons Comtois.
Aussi Philippe le Bel confirma cet affranchissement, qui fut aussi vidimé et ratifié, ainsi que l’acte de 1276, par le roi Charles VI, en 1299.
Antoine de Vergy qui par la suite de son mariage avec Jeanne de Rigny, était devenu seigneur de ce lieu, accorda en 1405 à Jehan Burgnot dit de Remilly et à Jehannotte de Lanthe, sa femme, pour et leurs héritiers, l’exemption du paiement des dîmes de blé, grains et vins dues par les autres manants de Rigny, et leur concéda des droits d’affouage et de futaie dans les bois. Cette exemption personnelle indique quelle était alors la condition des habitants de Rigny, affranchis de la mainmorte, mais toujours soumis aux redevances et aux prestations seigneuriales réservées dans la charte de 1276.
Ces actes montrent que Rigny relevait bien de la couronne de France et que la situation de Rigny n’était pas sans préoccuper le pouvoir royal. En effet, par acte du 12 avril 1287, Philippe IV demande au bailli de Sens d’enquêter sur la forteresse de Rigny pour savoir si elle appartient à l'Empire ou au royaume, et par acte du 26 avril 1292, il demande à Jean LeDuc, clerc du roi, et à Guillaume d'Herbloy d’enquêter sur Rigny et Richecourt pour savoir s'ils sont du fief ou de l'arrière-fief du comte de Bourgogne. Le comte de Bourgogne Othon IV revendiquait ce fief, que Foulques de Rigny avait repris directement de lui. En 1293, Othon se soumet sur cette affaire à une sentence rendue par ordre du roi.
La terre de Rigny qui était située à l’extrémité du royaume, sur la frontière du comté de Bourgogne et en butte à des attaques et à des courses continuelles, les rois avaient exempté les habitants des tailles et subsides royaux nécessités par les guerres contre les Flamands et les Anglais. C’est ce qui résulte du préambule des lettres patentes par lesquelles Charles VII, en 1450 confirma cette exemption.
Dans la requête qu’ils adressèrent au prince pour obtenir ces lettres patentes, les habitants de Rigny sur Saône  firent observer « qu’ils étoient sur les extrémités du royaume, près la Franche Comté de Bourgogne, et à cause de ce, eux et leurs prédécesseurs ont toujours eu de grandes charges à supporter, des pertes et des dommages à soutenir ; que pour ce motif, ils ont été d’ancienneté et passé quarante ans et plus par les rois de France tenus francs, quittes et exemps de toutes tailles, aydes, et subcydes, et aussi des gabelles. » Que malgré leur situation difficile sur la frontière en très pauvre et indigent pays, « ils ont toujours été fidèles et obéissants sujets du roi de France, ce qui leur mérite bien d’être maintenus dans l’exemption des tailles, aides et gabelles dont ils redoutent d’être frappés ; que s’il en était ainsi à cause des aultres grandes charges et affaires qu’ils ont à supporter, ils abandonneraient le pays et leurs maisons et mesnages ; que tous les autres lieux et villages d’environ eulx sont voulu exempter du royaume être de ladicte comté de Bourgogne, pour ce quie en ladicte comté ne courent aucune aides, tailles et subsides, ce qu’ils n’ont jamais voulu faire, ainsi se sont toujours advoués et advouent dudit royaume de France, ainsi que véritablement ils sont. »Le roi Charles VII, prenant en considération leur requête et « voulant préserver et garder ses subjectz de charges à eux insupportables, et mesmement lesdicts supplians pour les autres affaires qu’ils ont, enjoint en conséquence à ses officiers de l’élection de Langres de les tenir et faire tenir quiètes et paisibles desdites tailles, droits de gabelle et autres subcides. »Ces lettres patentes furent entérinées au bureau de l’élection de Langres, le 7 décembre 1452.
À l’avènement de chaque roi, les habitants de Rigny crurent bon de faire confirmer ces privilèges et franchises. Il nous reste les chartes octroyées à cet effet par Charles IX (février 1569), Henri III (mai 1579), Henri IV (avril 1599), Louis XIII (avril 1612), Louis XIV (novembre 1656), Louis XV (1720). Dans le préambule de ces actes, il est toujours déclaré que ces privilèges et immunités sont accordés en considération de ce que le bourg de Rigny est situé aux extrémités du royaume voisin de la Franche-Comté, exposé aux pillages et invasions de gens de guerre, et que ses habitants se sont toujours maintenus en l’obéissance qu’ils doivent au roi de France, comme bons et fidèles sujets.
Dans les lettres de confirmation de Louis XIV, il est dit de plus que « depuis l’ouverture de la guerre des deux couronnes (entre la France et l’Espagne), ledit village de Rigny, qui est près de la ville de Dole, a esté sy fort ruyné par les armées françoises lors du siège de ladite ville (en 1636), que les habitants furent contraincts d’en abandonner la demeure après la démolition de leurs maisons et perte de tous leurs biens, sétanz retirez es lieux circonvoisins et subsisté comme ils ont pu depuis ce temps-là, avec grande misère et désolation, en sorte sue ledit village seroit demeuré désert et inhabité jusqu’à ce moment, qu’ils désireroient y revenir et y réhabiliter pour faire valoir leur héritage qui sont en friches, rétablir leurs maisons abattues et ruinées, afin d’en pouvoir tirer leur subsistance. »
La mainmorte fut officiellement abolie par loi relative aux droits féodaux du 25 août 1792 (an IV de la liberté).

### Époque contemporaine
En 1791, Mme de Pécaud, petite-fille de J.-B. Baulard baron de Rigny, qui résidait à Rigny, se vit demander par les habitants du pays une renonciation à tous ses droits et redevances et, quoiqu'elle eût acquiescé à ces réclamations, on renversa les murs de sa propriété sur laquelle ont commis force dégâts. Elle se retira avec ses enfants à Fourgs, près de Pontarlier.
Revenue à Vesoul, elle fit lever le séquestre apposé sur ses biens, mais la loi du 28 mars 1793 annula les jugements. Elle fut arrêtée le 4 avril, emprisonnée jusqu'au 27, puis condamnée à la déportation avec ordre de passer en Suisse dans les huit jours. Elle y séjourna deux ans.
Quand elle rentra à Vesoul (1795), elle sollicita sa radiation de la liste des émigrés, mais ses papiers furent égarés dans les bureaux et ses biens séquestrés une nouvelle fois. Le 3 messidor an IX (21 juin 1801), un arrêté du général de brigade Vergues, préfet de la Haute-Saône, levait définitivement l'interdiction.
Mlle Alexandrine de Pécaud de Rigny épousa le marquis de Charles Alexandre de Montrichard, seigneur de Visemal et de Falletans, qui possédait le château de Frontenay dans le Jura.
La marquise de Montrichard vécut à Rigny jusqu'à sa mort le 2 octobre 1865, elle avait 83 ans. Une de ses filles qui avait épousé M. Dornier, hérita du château. Sa fille Marie Dornier, qui épousa Joseph Raymond Fournier Sarlovèze en 1884, en était propriétaire en 1902. Le château a été restauré en 1894.
Le château revint ensuite à la famille Corblet. Suzanne de Montrichard arrière-petite-fille de Alexandrine Pécaud de Rigny avait épousé Léon Gabriel Corblet (1878-1969), armateur havrais, apparenté à Germaine Alice Corblet épouse de René Coty, 17e président de la République française.

#### Activités auXIXesiècle
- Extraction du minerai de fer

Une ordonnance du roi du 4 octobre 1826, autorise le sieur Lansard à établir quatre lavoirs à bras, pour le lavage du minerai de fer, sur une dérivation du ruisseau de la Bonne Fontaine, au lieudit les Emblains. Une nouvelle ordonnance du 28 février 1840, autorise M. Joseph Falatieu, au maintien des lavoirs existants et à établir un lavoir à cheval et deux lavoirs à bras. Le minerai en grain est employé dans le haut fourneau de Montureux-les-Gray. La forte proportion d’argile qu’il renferme le rend propre à servir de fondant au minerai alumineux.
- Ver à soie du mûrier

Mme la marquise de Montrichard signale en mai 1863 qu’elle a planté, en 1841, 5 hectares de mûriers à haute tige. Dès 1850, elle a fait préparer une magnanerie. Après les premiers essais, elle a vendu, en 1860, 2 700 francs de soie filée entièrement blanche. En 1861, elle envoya 404 kg de cocon à la filature de Montigny-sur-Vingeanne. En 1862, elle réussit de la même manière.
- Établissement de pisciculture au château de Rigny

Dans une communication dans la revue des sciences appliquées, M. Fournier Sarlovèze évoque les conditions de son élevage de truites saumonées et de truites grandes des lacs, dans l’année 1890. Les alevins qui ont atteint la taille de 7 à 8 cm sont lâchés dans une rivière et une pièce d’eau creusées dans le parc du château. Cette rivière, d'une longueur de cinq à six-cents mètres, mesure en moyenne 5 à 6 mètres de largeur sur une profondeur variant entre 1 et 1,30 m. La pièce d'eau a une longueur de 80 m sur 50 m, et sa profondeur atteint, sur certains points 3,50 m. L’eau qui alimente la rivière provient d’une dérivation de la Saône.
Le château a été racheté par Jean Maupin (ancien maire de Rigny), au début des années 1960, qui l’a restauré et aménagé en hôtel restaurant.

## Politique et administration

### Rattachements administratifs et électoraux
La commune fait partie de l'arrondissement de Vesoul du département de la Haute-Saône, en région Bourgogne-Franche-Comté. Pour l'élection des députés, elle dépend de la première circonscription de la Haute-Saône.
Elle faisait partie depuis 1801 du canton d'Autrey-lès-Gray. Dans le cadre du redécoupage cantonal de 2014 en France, la commune fait désormais partie du canton de Dampierre-sur-Salon.

### Intercommunalité
La commune était l'un des fondateurs du District urbain de Gray, qui s'est transformé en 2000 pour devenir l'ancienne Communauté de communes Val de Gray.
L'article 35 de la loi n° 2010-1563 du 16 décembre 2010 « de réforme des collectivités territoriales » prévoyait d'achever et de rationaliser le dispositif intercommunal en France, et notamment d'intégrer la quasi-totalité des communes françaises dans des EPCI à fiscalité propre, dont la population soit normalement supérieure à 5 000 habitants.
Dans ce cadre, le schéma départemental de coopération intercommunale (SDCI) approuvé par le préfet de la Haute-Saône le 23 décembre 2011 a prévu la fusion de cette intercommunalité avec la petite communauté de communes du Pays d'Autrey, auxquelles plusieurs communes jusqu'alors isolées devraient se joindre.
La commune est donc membre depuis le 1er janvier 2013 de la nouvelle communauté de communes Val de Gray.

### Liste des maires
| Période                                  | Période                       | Identité                        | Étiquette   | Qualité |
| ---------------------------------------- | ----------------------------- | ------------------------------- | ----------- | --- |
| Les données manquantes sont à compléter. |                               |                                 |             | |
| An X                                     |                               | Jean Antoine Lépine             |             | |
| en 1828                                  |                               | Jean Antoine Bouvet             |             | |
| en 1838                                  |                               | Edmé Félin                      |             | |
| en 1863                                  |                               | Maurice Bonnaventure Besancenot |             | |
| en 1905                                  |                               | Jean Baptiste Jacquard          |             | |
| en 1940                                  |                               | Abel Jacquard                   |             | |
|                                          |                               | Robert Seprey                   |             | |
| mars 1971                                | mars 1983                     | Jean Maupin                     |             | |
| Les données manquantes sont à compléter. |                               |                                 |             | |
| mars 1983                                | juin 1995                     | Pierre Marchiset                |             | |
| juin 1995                                | mars 2008                     | Pierre Poux                     |             | |
| mars 2008                                | En cours (au 17 juillet 2020) | Alain Blinette                  | UMP puis LR | Professeur de mathématiques Conseiller général d'Autrey-lès-Gray (2011 → 2015) Conseiller départemental de Dampierre-sur-Salon (2015 → ) Président de la CC Val de Gray (2014 → ) Réélu pour le mandat 2020-2026, |

## Démographie
En 1735, Rigny sur Saône, vers le comté de Bourgogne, comte 110 feux (environ 500 habitants). Le bourg de Rigny est situé dans la généralité de Champagne, élection de Langres. À la même époque la ville de Gray compte 608 feux (environ 2 700 habitants).

L'évolution du nombre d'habitants est connue à travers les recensements de la population effectués dans la commune depuis 1793. Pour les communes de moins de 10 000 habitants, une enquête de recensement portant sur toute la population est réalisée tous les cinq ans, les populations de référence des années intermédiaires étant quant à elles estimées par interpolation ou extrapolation. Pour la commune, le premier recensement exhaustif entrant dans le cadre du nouveau dispositif a été réalisé en 2004.

En 2022, la commune comptait 637 habitants, en évolution de +7,97 % par rapport à 2016 (Haute-Saône : −1,4 %, France hors Mayotte : +2,11 %).
| 1793 | 1800 | 1806 | 1821 | 1831 | 1836 | 1841 | 1846 | 1851 |
| ---- | ---- | ---- | ---- | ---- | ---- | ---- | ---- | ---- |
| 613  | 569  | 638  | 625  | 702  | 794  | 757  | 732  | 759  |

| 1856 | 1861 | 1866 | 1872 | 1876 | 1881 | 1886 | 1891 | 1896 |
| ---- | ---- | ---- | ---- | ---- | ---- | ---- | ---- | ---- |
| 720  | 715  | 691  | 658  | 630  | 592  | 558  | 556  | 530  |

| 1901 | 1906 | 1911 | 1921 | 1926 | 1931 | 1936 | 1946 | 1954 |
| ---- | ---- | ---- | ---- | ---- | ---- | ---- | ---- | ---- |
| 500  | 472  | 442  | 453  | 465  | 438  | 395  | 403  | 395  |

| 1962 | 1968 | 1975 | 1982 | 1990 | 1999 | 2004 | 2006 | 2009 |
| ---- | ---- | ---- | ---- | ---- | ---- | ---- | ---- | ---- |
| 385  | 475  | 501  | 516  | 529  | 586  | 604  | 606  | 616  |

| 2014 | 2019 | 2022 | - | - | - | - | - | - |
| ---- | ---- | ---- | - | - | - | - | - | - |
| 599  | 604  | 637  | - | - | - | - | - | - |

## Culture locale et patrimoine

### Lieux et monuments
- L'ancien château féodal, détruit en 1636, a été remplacé au XVIIe siècle par un nouveau château qui est aujourd'hui un hôtel restaurant.
- L’ancien chemin de halage aménagé pour la promenade donne de beaux points de vue sur la Saône.
- Station magdalénienne. Vestiges d'établissements gallo-romains. Sépulture burgonde.
- Deux lavoirs du XIXe siècle que la commune de Rigny a fait construire pour répondre aux besoins de ses habitants. Le premier, à arcades, se trouve au centre du village, il a été construit en 1840 par l’architecte graylois Delanne. Le deuxième, est situé au nord du village, rue du Moulin, après la dernière maison, ses plans datent de 1817. De forme rectangulaire à 4 pans, il est soutenu par 8 colonnes.
- L’église Saint-Étienne, construite en 1720, renferme un retable en stuc polychrome du XVIIIe siècle (classé au titre des objets MH). Il est l’œuvre des frères Marca, sculpteurs et stucateurs italiens qui ont réalisé de nombreux retables remarquables dans les églises paroissiales de Franche-Comté. Également dans l’église figurent deux toiles de Pierre-Paul Prud'hon de 1794.
- le pont de Rigny

### Personnalités liées à la commune
- Georges-Henri Perron, né le 07 décembre 1881 à Rigny-sur-Saône : Commandeur de la Légion d'honneur (distinction remise le 27 octobre 1932 par le Général Gouraud, Gouverneur militaire de Paris, en la Cour d'honneur de l'Hôtel des Invalides[54]) 
  - distinctions militaires (Officier d'Infanterie coloniale, Grand invalide de Guerre, ancien de la Division marocaine...) : Croix de guerre des Théâtres d'opérations extérieurs, Médaille coloniale, Médaille commémorative du Maroc, Médaille commémorative de l'expédition de Chine (1901), Croix de guerre 1914-1918 (avec 5 citations à l’Ordre de l’Armée), Médaille commémorative de la guerre 1914-1918, Médaille militaire, Médaille interalliée de la Grande-guerre, Commandeur de l’Ordre du Ouissam alaouite, Commandeur de l’Ordre de l’Étoile d’Anjouan, Commandeur de l’Ordre royal du Cambodge, Commandeur de l’Ordre du Dragon d’Annam[55]...
  - services civils : Premier-adjoint au Maire de Nogent-sur-Marne (Pierre Champion), Vice-Président du Souvenir français...
- Philippe Vincent Lefebvre (1844-1888) : Il est né à Rigny (Haute-Saône) le 23 janvier 1844, ou son père était brigadier garde pêche. Jésuite en 1861, il est ordonné prêtre en 1877. Il est tout d’abord professeur de philosophie au collège Mongré à Villefranche-sur-Saône. Envoyé à Beyrouth comme professeur de théologie en 1881, il supplée à partir de 1883, le père Remi Normand supérieur de la Mission de Damas[56].
- Joseph Raymond Fournier Sarlovèze, né à Moulin en 1836, décédé en 1916, préfet, administrateur, peintre et écrivain. Il est le petit neveu du général d’Empire Fournier Sarlovéze. On lui doit notamment, une monographie sur le château de Rigny et, il a été le promoteur dans l’Est, de l’organisation des caisses rurales agricoles dont il a présidé le groupe de l’arrondissement de Gray.
- Pierre-Paul Prud'hon (1758-1823) Lors de la disette de 1794, ses amis l'engagèrent à faire un voyage en Franche-Comté ; il passa deux années à Rigny, et y fit un grand nombre de portraits, tant à l'huile qu'au pastel, admirables de talent et de vérité, tous remarquables par leur ressemblance et la fraîcheur du coloris. Il fit aussi pendant cette période, pour M. Didot l'aîné, les compositions de Daphnis et Chloé, et du gentil Bernard. Il rencontra à cette époque M. Frochot, administrateur du département, qui devient son ami et plus tard son protecteur lorsqu'il fut préfet de la Seine[57]. Un accident de voiture qui lui serait arrivé à proximité du château qu’habitait à cet endroit la famille de Vellefrey-Anthony, accident dans lequel il aurait été blessé, aurait été la cause ou l'une des causes de cette halte dans le village de Rigny[58].Son 4e enfant né le 29 juin 1795 (11 messidor an III) fut baptisé dans l’église de Rigny, et pour immortaliser cet événement, il laissa deux belles toiles à la commune que l’on peut voir dans l’église.

### Héraldique
| Blason de Rigny | Blason  | De gueules à la bande d'azur*. * Il y a là non-respect de la règle de contrariété des couleurs : ces armes sont fautives (azur sur gueules). |
| Blason de Rigny | Détails | Utilisé par la commune depuis au moins 2009.                                                                                                 |